# 布雷日采

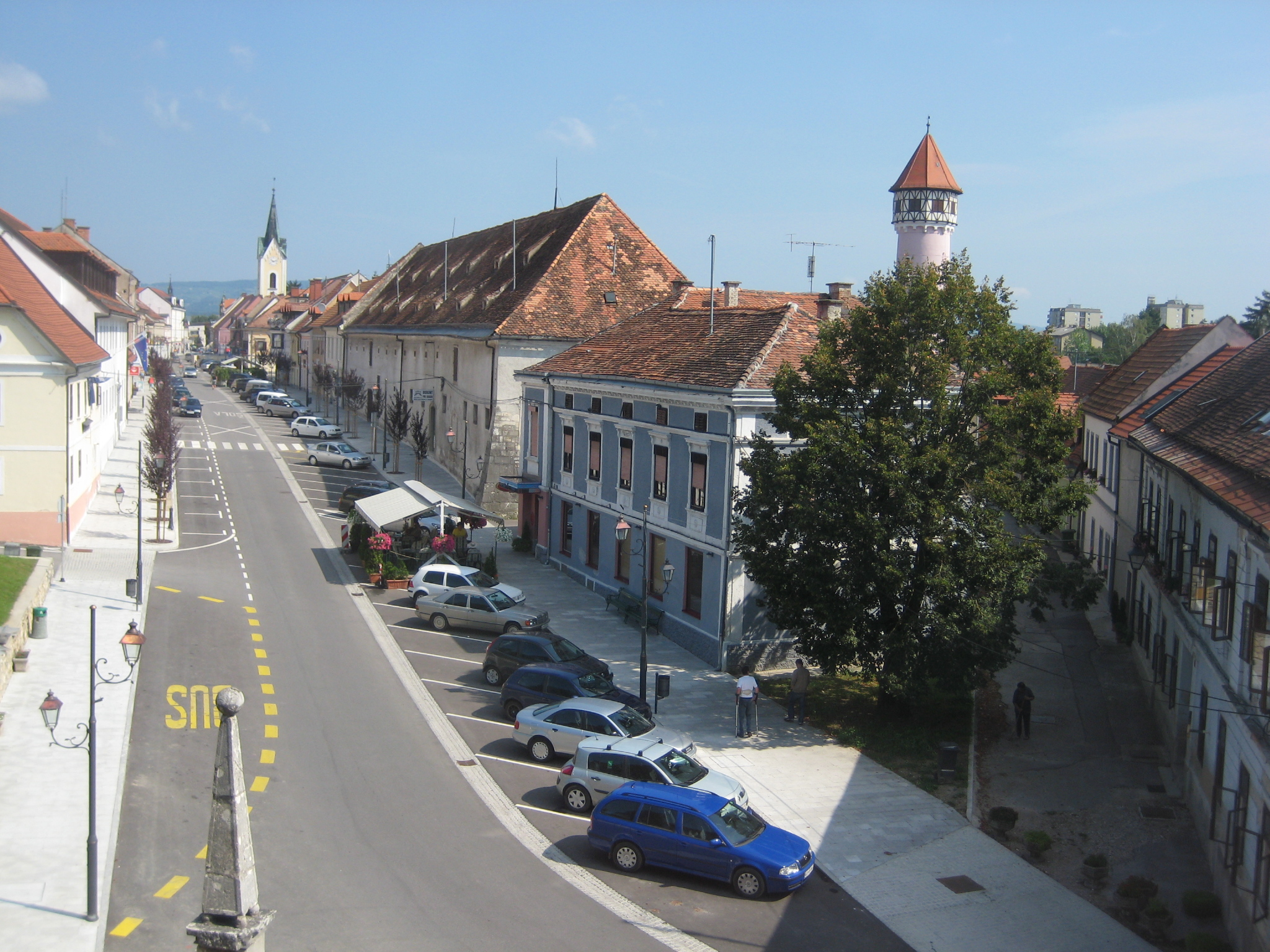

布雷日采是斯洛文尼亞東部布雷日采市鎮内的城鎮及其行政中心。毗鄰與克羅地亞接壤的邊境。城镇面積为8.9平方公里，2020年人口数量为6,843人。2010年秋天，該鎮發現該國最大的萬人坑。

## 外部連結
- 布雷日采市鎮官方网站 （页面存档备份，存于） （斯洛文尼亚文）
- Brežice on Geopedia （页面存档备份，存于）

45°54′14″N 15°35′35″E / 45.904°N 15.593°E